# 니스 조약
니스 조약(영어: Treaty of Nice)은 유럽 연합의 확대 및 유럽 연합의 내부기구 개혁, 유럽의회 의석 재할당 등에 대해 규정한 조약이다. 2000년 12월에 프랑스 니스에서 열린 정상 회담 결과로 만들어졌다.
니스 조약은 유럽 중동부와 지중해 지역에 위치한 국가들 중에 12개의 나라를 후에 10년 동안 새로운 회원국으로써 맞아주기 위하여 정책 결정 기구를 개혁하였으며, 유럽 의회에 배정된 의석을 재할당할 것을 규정하고 있는 조약이다. 그 말은, 확대된 유럽 연합에서의 유럽 연합 이사회, 유럽 위원회 및 유럽 의회 등 주요 기관의 구성과 의사결정 방법 등에 관하여 니스 조약에서 합의된 내용은 니스 조약에 의하여 법적 근거를 가지게 된다.
유럽 연합의 제도 개혁에 관한 내용은 이미 1997년 6월 암스테르담 정상회의에서 제기되었다, 그러나 유럽 연합의 회원국간의 심각한 의견 다툼으로 유럽 연합 제도 개혁 합의에 실패하였다. 1999년 12월 헬싱키에서 열린 EU 정상회담에서 2000년에 정부 간의 회의(IGC)를 소집, 집행위원회의 규모와 구성, 각료이사회 투표권의 가중치를 조정, 가중다수결 채택 분야 확대와 여러 기타 사항을 협의하기로 하였다. 이에 따라 2000년 2월 정부 간의 회의(IGC)가 소집되어 수많은 협의 과정을 거쳐 같은 해(2000년) 12월에 니스 정상 회의에서 타결되게 되었다.
2001년 2월 26일, 유럽 연합 확대에 대비 각료이사회의 투표권 조정, 가중다수결 채택 분야 확대, 강화된 협력 체제 출범 요건 완화, 집행위원회 구조 조정 등에 관한 니스 조약에 15개 회원국 외무장관들이 서명을 하였다. 이후, 코펜하겐에서 열린 유럽 연합의 정상회담에서 폴란드, 헝가리, 슬로바키아, 체코, 에스토니아, 리투아니아, 라트비아, 슬로베니아, 키프로스, 몰타의 가입이 공식 결정되었다. 이로써 유럽 연합은 25개의 국가를 거느린 거대 공동체로 발전하게 되었다.

## 유럽 연합 조약과 구조의 타임라인
|                   |                      |                                      |                              |                            |                                  |                                  |                      |                |                  |
| 1948 브뤼셀 조약  | 1952 파리 조약       | 1958 로마 조약                       | 1967 합병 조약               | 1987 단일 유럽 의정서      | 1993 마스트리흐트 조약 (EU 설립) | 1993 마스트리흐트 조약 (EU 설립) | 1999 암스테르담 조약 | 2003 니스 조약 | 2009 리스본 조약 |
|                   |                      |                                      | 유럽 원자력 공동체 (EURATOM) |                            |                                  |                                  |                      |                |                  |
|                   |                      | 유럽 석탄 철강 공동체 (ECSC)         | 유럽 석탄 철강 공동체 (ECSC) |                            |                                  |                                  |                      | 유럽 연합 (EU) |                  |
|                   |                      | 유럽 경제 공동체 (EEC)               | 유럽 경제 공동체 (EEC)       | → 세 개 의 기 둥 →         |                                  | 유럽 공동체 (EC)                 | 유럽 공동체 (EC)     | 유럽 연합 (EU) |                  |
|                   | ↑유럽의 공동체↑      | ↑유럽의 공동체↑                      | 사법과 국내 문제 (JHA)       | → 세 개 의 기 둥 →         |                                  | 유럽 공동체 (EC)                 | 유럽 공동체 (EC)     | 유럽 연합 (EU) |                  |
|                   |                      | 경찰 및 사법 협력에 관한 규정 (PJCC) | 사법과 국내 문제 (JHA)       | → 세 개 의 기 둥 →         |                                  |                                  |                      | 유럽 연합 (EU) |                  |
|                   | 유럽 정치 협력 (EPC) | 공동 외교 안보 정책 (CFSP)           | 공동 외교 안보 정책 (CFSP)   | 공동 외교 안보 정책 (CFSP) |                                  |                                  |                      | 유럽 연합 (EU) |                  |
|                   | 유럽 정치 협력 (EPC) |                                      |                              | → 세 개 의 기 둥 →         |                                  |                                  |                      | 유럽 연합 (EU) |                  |
| 서유럽 연합 (WEU) |                      |                                      |                              |                            |                                  |                                  |                      | 유럽 연합 (EU) |                  |
|                   |                      |                                      |                              |                            |                                  |                                  |                      |                |                  |